# 007 contra Goldfinger
007 contra Goldfinger (em inglês:  Goldfinger) é um filme britano-estadunidense de 1964, dos géneros acção e espionagem, o terceiro da série 007 com Sean Connery no papel do agente secreto James Bond. Produzido por Albert R. Broccoli e Harry Saltzman e realizado por Guy Hamilton, Goldfinger é baseado no livro homónimo de Ian Fleming que morreu alguns meses antes da estreia deste filme.
O filme é sobre um comerciante de ouro chamado Auric Goldfinger que tem um plano para assaltar Fort Knox, a reserva federal de ouro dos Estados Unidos. Bond é enviado por M para boicotar o seu plano e evitar a queda do Ocidente dado que os Estados Unidos sem ouro seria um desastre económico.
Em Portugal, depois da proibição do primeiro filme do 007, o Agente Secreto 007, e da mudança do título do segundo filme, 007 - Ordem para Matar para evitar a proibição, Goldfinger também foi mais uma vítima da Censura do Estado Novo dos filmes do 007. O filme foi aprovado pela Censura, e mereceu boas críticas dos censores, mas o conteúdo do filme, segundo os mesmos, obrigava a que o filme não pudesse ser exibido no Continente. Perante tal, a estreia do filme só se efectuou em Luanda, Angola, onde provocou um grande sucesso. Só depois do 25 de Abril é que o filme foi exibido no Continente Português.
Goldfinger é o primeiro filme "007" em que um cantor canta durante a sequência inicial. Neste caso, Shirley Bassey canta o tema "Goldfinger" composto por John Barry.

## Enredo
James Bond destrói um fábrica mexicana de drogas, e em seguida vai para Miami, nos Estados Unidos. Felix Leiter encontra-o e entrega uma mensagem de M para ficar de olho em Auric Goldfinger, um joalheiro britânico hospedado em seu hotel. Goldfinger está a jogar gin rummy com um cliente do hotel e Bond repara que algo está errado. Caminha até ao quarto de Goldfinger e vê que uma parceira, Jill Masterson, está olhando as cartas do adversário por um monocular e informando Goldfinger através de um rádio. Bond mete-se com ela e transmite a Goldfinger que está sob vigilância da polícia da Miami. O joalheiro perde e o seu adversário vence. Bond e Masterson fazem amor na suite do agente secreto. Ao buscar uma outra garrafa de champanhe, Bond é nocauteado pelo capanga coreano Oddjob, que em seguida mata Masterson através de "sufoco cutâneo" causado por tinta de ouro.
Em Londres, M revela a Bond a verdadeira missão: boicotar o plano de Goldfinger. Para conhecer socialmente o joalheiro, Bond joga uma partida de golf com Goldfinger, e esconde um localizador na mala de seu carro de Goldfinger. Em seguida, persegue-o até à Suíça onde é atacado sem intenção por Tilly Masterson, a irmã de Jill que quer vingar a irmã matando Goldfinger.
Bond entra na fábrica de Goldfinger e ouve rumores acerca da operação "Grand Slam". Ao sair, volta a encontrar-se com Tilly, que activa o alarme sem querer. Ambos tentam fugir mas Tilly é morta por Oddjob ao lançar o seu maléfico chapéu com uma lâmina. Bond é apanhado e posto em cima de uma mesa de cortar ouro e tem apontado a si um laser. Para ter sua vida poupada, Bond blefa dizendo a Goldfinger que há mais pessoas que sabem acerca da operação "Grand Slam", nomeadamente o 008.
O agente é levado no avião de Auric que é pilotado por Pussy Galore até a quinta privada de Goldfinger no Kentucky. Bond escapa sua cela, onde ouve uma reunião de mafiosos onde Goldfinger explica seu plano de invadir Fort Knox, o depositório de ouro dos Estados Unidos, antes de ser capturado por Galore.

A icônica imagem de Jill Masterson morta coberta de ouro é uma das mais famosas de toda a série e da cinematografia mundial.

No dia seguinte, Bond diz a Goldfinger que seu plano de roubar o ouro é inviável, para em seguida ser informado que não é um assalto, mas uma invasão para irradiar o ouro norte-americano com uma bomba de cobalto e iodo, valorizando o ouro de Goldfinger por falta de reservas. Em seguida, Pussy Galore leva Bond a passear pela quinta. Escondidos num celeiro, Bond tenta persuadir Galore a ajudá-lo a sabotar o plano de Goldfinger e aí consomem um momento de amor.
A operação "Grand Slam" começa e Pussy lança gás nervoso sobre as tropas que guardavam Fort Knox. Goldfinger entra em Fort Knox, e posiciona sua bomba no cofre, com Bond algemado à mesma. Porém, é revelado que as tropas apenas se passavam por mortos: Pussy havia contactado a CIA, e a pedido deles substituiu o gás por mero ar comprimido. As tropas cercam Fort Knox, mas Goldfinger se disfarça de Coronel para escapar. Bond solta-se e mata Oddjob, antes de um técnico desactiva a bomba quando o ilustrador parou em "0:07".
Fort Knox está a salvo, e Bond entra num Lockheed JetStar com destino a Washington D.C. para ver o presidente dos Estados Unidos. Porém, Goldfinger surge revelando ter tomado o avião, e tenta matar Bond. Um tiro de Goldfinger acerta numa janela, causando uma descompressão explosiva que suga Goldfinger para fora. Bond entra na cabine para pegar Pussy, que estava a pilotar, e os dois saltam de paraquedas do avião em queda.

## Elenco
| Ator/Atriz       | Personagem       |
| ---------------- | ---------------- |
| Sean Connery     | James Bond       |
| Honor Blackman   | Pussy Galore     |
| Gert Fröbe       | Auric Goldfinger |
| Harold Sakata    | Oddjob           |
| Bernard Lee      | M                |
| Lois Maxwell     | Miss Moneypenny  |
| Burt Kwouk       | Mr. Ling         |
| Cec Linder       | Felix Leiter     |
| Desmond Llewelyn | Q                |
| Shirley Eaton    | Jill Masterson   |
| Tania Mallet     | Tilly Masterson  |

## Produção
Para muitos fãs de 007, Goldfinger é o filme que reúne tudo: acção, luxo, poder e um dos maiores inimigos da série. O livro original de Ian Fleming é publicado em 1959, três anos antes da estreia do filme Agente Secreto 007 / 007 contra o Satânico Dr. No e mais tarde de 007 - Ordem para Matar / Moscou contra 007.
O orçamento do filme rondou os 3 milhões de dólares. Em vez de Terence Young que estava indisponível, os produtores contratam Guy Hamilton para a realização do filme. O escritor dos dois filmes anteriores, Richard Maibaum, escreveu o roteiro, com a colaboração de Paul Dehn, que criou também a sequência inicial completamente fora do contexto do filme: uma explosão de uma fábrica causada por Bond numa missão. Esta sequência deu a Bond uma maior versatilidade com um pato em cima da cabeça e um equipamento de mergulho que se transforma num sofisticado fato. A luta entre Bond e um mexicano acabou mal para o figurino pois quando Sean Connery lança o aquecedor para a banheira, o figurino Alf Joint fica com queimaduras.
As filmagens começam em 20 de Janeiro de 1964 em Miami Beach, Florida, no Fontainebleau Hotel; apenas os atores Cec Linder (Felix Leiter) e Austin Willis (que jogou cartas com Goldfinger) estavam na locação. O resto das cenas do hotel foram feitas em uma reprodução da piscina em Pinewood Studios, em Londres. Outros sets em Pinewood incluíam a fazenda de Goldfinger, a vila mexicana da introdução, e Fort Knox. Durante as filmagens em Pinewood, o criador de Bond, Ian Fleming visitou o set. Ele morreu pouco antes da estreia, em 12 de Agosto de 1964. Após o final da filmagem inglesa, a produção se moveu para a Suíça, onde a filmagem se encerrou em 11 de Julho.

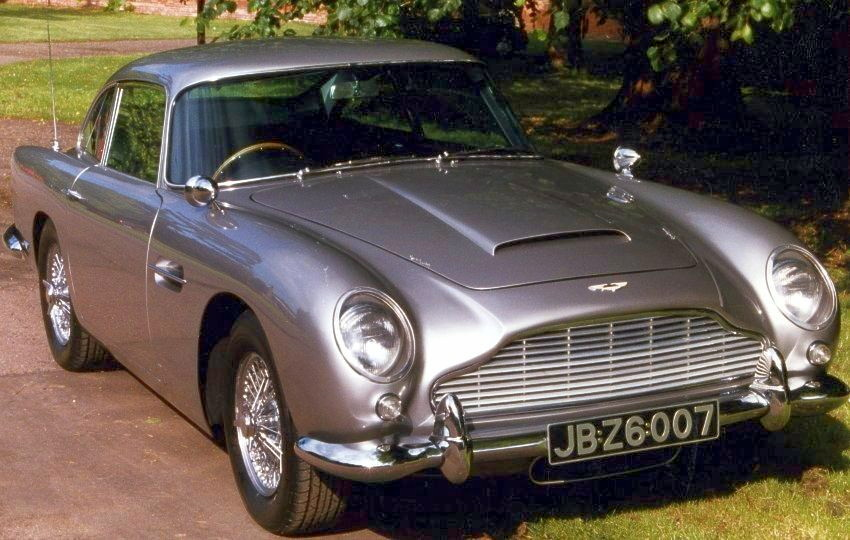
James Bond dirige um Aston Martin DB5 modificado

O desenhista de produção Ken Adam e o supervisor de efeitos especiais John Stears criaram o carro de Bond que viria a ser alvo de muitas atenções: o Aston Martin DB5 com modificações tais como um radar, matrículas rotativas (a ideia partiu de Guy Hamilton que estava irritado com as multas em Londres), banco ejectável, e lançador de óleo. O protótipo usado e autorizado pela empresa foi o DP216-1 e tonou-se numa lenda. Na cena em que Q explica a Bond o funcionamento do banco ejectável, é proferido o famoso diálogo:
Theodore Bikel fora escolhido para ser o grande vilão Auric Goldfinger mas mais tarde veio a ser substituído por Gert Fröbbe. Porém, não sabia uma única palavra em inglês e as filmagens revelaram ser desafiantes. Hamilton pediu a Gert para falar depressa de modo a ajudar o dublador Michael Collins que foi escolhido para substituir a voz do actor alemão pois muitas das falas não eram perceptíveis. Honor Blackman é escolhida para fazer a terceira Bond Girl, Pussy Galore, que estava a ter um grande sucesso em The Avengers. O lutador de wrestling Harold Sakata viria a interpretar Oddjob que na cena de Fort Knox sofrera várias queimaduras.
Para criar o cofre de Fort Knox, Ken Adam foi autorizado a sobrevoar a zona militarmente protegida. A equipa tinha dada a ideia de construir Fort Knox em Portugal mas decidiram pô-lo nas traseiras dos estúdios da Pinewood. Broccoli queria filmar o interior de Fort Knox mas não teve autorização. Ken Adam teve que imaginar o interior do banco que, coincidência ou não, era muito parecido com o verdadeiro. Esta afirmação foi dada por uma pessoa que trabalhava dentro do cofre e enviou uma carta ao desenhista.
A cena de Bond preso a uma mesa com um raio laser foi muito arriscada. O efeito laser fora recriado pela equipa de efeitos especiais em que um dos técnicos estava por baixo da mesa a recriar o efeito. Porém, mesmo no fim, o mecanismo não parava ameaçando seriamente Sean Connery.
Pouco antes de imprimir (finalizar) o filme, Hamilton voa até o Kentucky para obter informações sobre o local para poder criar o assalto aéreo. Aproveitou ainda a presença das várias bases militares instaladas para produzir o efeito do gás sobre os soldados. Na pós-produção, John Barry produz em tempo recorde um trabalho impressionante com a banda sonora. Harry Saltzaman ainda alterou à última hora a contagem final da bomba em Fort Knox que devia terminar em 0:03 e não em 0:07 como no filme.
Goldfinger foi um grande sucesso cinematográfico que modificou a maneira de fazer filmes de aventura. Nos créditos finais de Goldfinger estava marcado que o próximo filme deva ser 007 A Serviço Secreto de Sua Majestade / 007 - Ao Serviço de Sua Majestade, porém os créditos finais foram modificados, pois o filme ainda não estava preparado, e os mesmos anunciaram que o sucessor seria 007 Contra a Chantagem Atómica / 007 - Operação Relâmpago, o que aconteceu de facto.

## Principais prêmios e indicações
Oscar 1965 (Estados Unidos)
- Venceu na categoria de melhor edição de som. (best effects, sound effects).[carece de fontes?]

BAFTA 1965 (Reino Unido)
- Indicado na categoria de melhor direção de arte britânica (filme colorido).[carece de fontes?]

Grammy 1965 (Estados Unidos)
- Indicado na categoria de melhor trilha sonora original escrita para cinema ou televisão.[carece de fontes?]

Edgar 1965 (Edgar Allan Poe Awards, EUA)
- Indicado na categoria de melhor filme estrangeiro.[carece de fontes?]

## Banda sonora
John Barry, que havia orquestrado o tema de James Bond em Dr. No e composto a trilha de From Russia with Love, volta para a música.

## Locais de filmagem
- Reino Unido Estúdios Pinewood, Black Park, e Stoke Park, Buckinghamshire; aeroportos RAF Northolt e Southend, Londres[carece de fontes?]
- Estados Unidos, em Miami, Flórida e as imediações de Fort Knox, Kentucky[carece de fontes?]
- Suíça , cantão de Genebra[carece de fontes?]